# François Du Bois
François Du Bois (La Charité-sur-Loire, ...) è un compositore, batterista e musicista francese, virtuoso suonatore di marimba, nonché professore, scrittore e autore.

## Debutto musicale
Nato in Borgogna, Du Bois ha iniziato a studiare musica all'età di 8 anni ed è diventato un professionista a 17 anni. Dai 16 ai 26 anni, François Du Bois ha perseguito la carriera di percussionista di orchestra sinfonica e di batterista jazz. In campo classico, ha lavorato con Lorin Maazel, Olivier Messiaen, e Mstislav Rostropovich, e in quello jazz, con Richard Galliano, Trilok Gurtu, Dominique Di Piazza, e Abbey Lincoln.
All'età di 20, anche se soddisfatto degli aspetti tecnici del suo modo di suonare, Du Bois era infastidito dalla sua mancanza di sostanza artistica. Decise di visitare l'Africa, il Burkina Faso, alla ricerca di quel "qualcosa" di cui aveva bisogno. Nonostante molte esperienze difficili, come contrarre la malaria, trovò quello che stava cercando. È stato iniziato alla profondità e al significato dei segreti della musica africana, collegati allo sciamanesimo, cosa che lo ha aiutato a comprendere la musica. Dopo essere tornato in Francia ha studiato con il grande maestro Ray Lema, il famoso compositore, cantante africano e fondatore del National Ballet of Zaire (conosciuto oggi come Repubblica democratica del Congo) e concluso, quindi, la sua formazione musicale.

## Carriera di marimbista

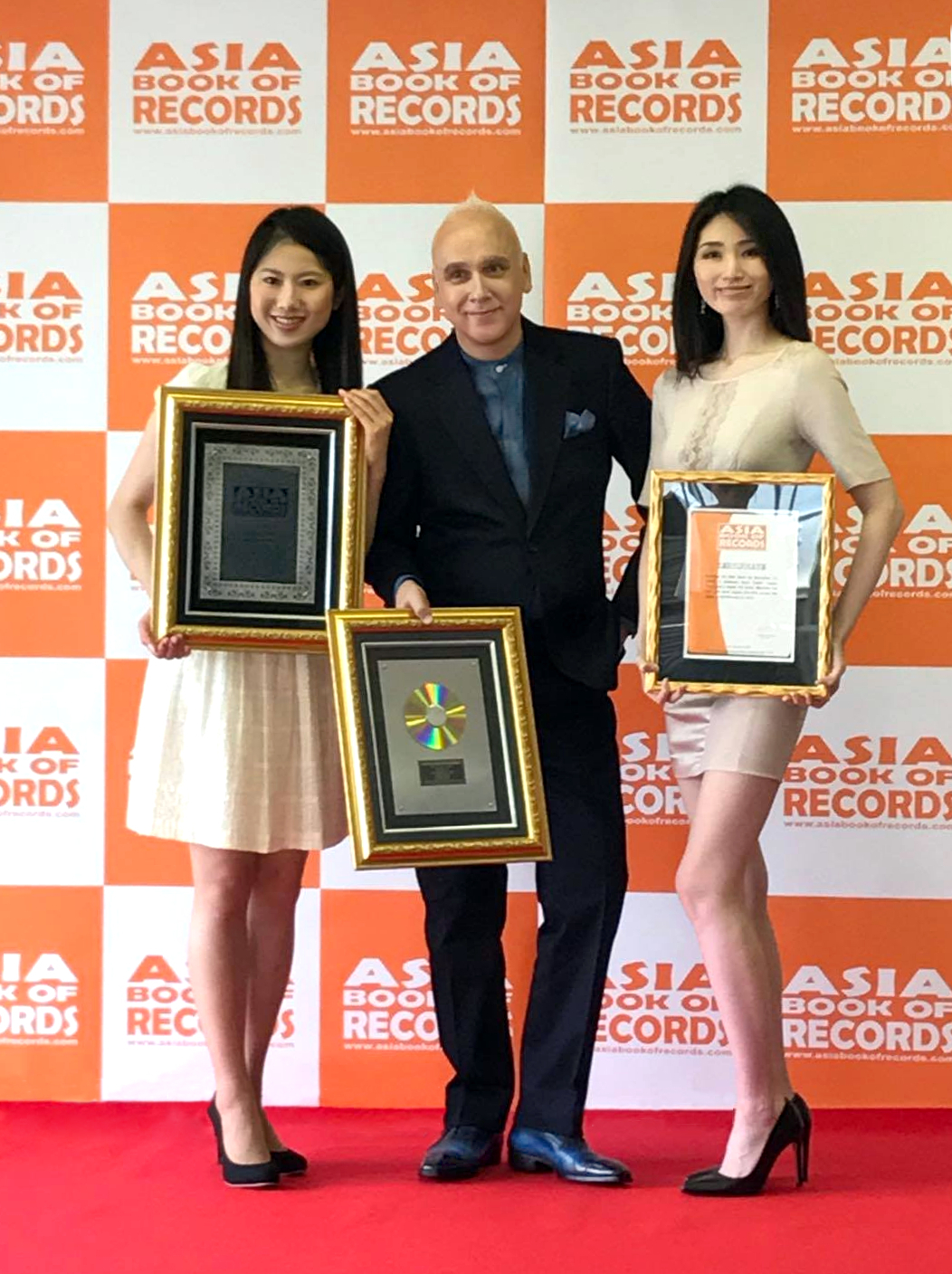
Francois Du Bois World Record Ceremony. Tokyo, June 2017.

Du Bois ha suonato in duetto con la violinista canadese Helene Collerette (attuale prima solista dell'Orchestre Philharmonique de Radio France) e l'australiana Jane Peters (vincitrice del Premio Tchaikovsky) in un tour di concerti in giro per la Germania. “Il violino e la marimba nella loro massima espressione!” ha intitolato il quotidiano “Mainzer Rhein-Zeitung” l'8 dicembre 1990. Egli ha anche suonato con il pianista Ludovic Selmi,  in concerti in giro per l'Europa e il Giappone. Come duo hanno anche collaborato con “Le Tambours du Bronx”.  Dopo la dissoluzione del duo, François si è concentrato sulla composizione e la registrazione.

### Altri duetti fatti da François Du Bois
- Marimba/oboe – con François Leleux, virtuoso e precedente solista del Bayerischer Rundfunk
- Marimba/clarinetto – con Patrick Messina, virtuoso e solista della Orchestre National de France”
- Marimba/violoncello - con Henri Demarquette, virtuoso
- Marimba/shakuhachi (flauto giapponese) – con Yamamoto Hozan, virtuoso e professore alla Tokyo Geijyutsu Daigaku “Università delle Arti di Tokyo “
- Marimba/violino – con Jean-Marc Philipps-Varjabédian, virtuoso, etc.

Nel 1998, nel tentativo di trovare nuovi orizzonti in campo musicale, ha lasciato Parigi per trasferirsi a Tokyo. Secondo la stampa giapponese il suo trattenersi in Giappone è da attribuirsi al rapporto con la moglie. È stato invitato alla Università Keio, una dei più rinomati istituti formativi del Giappone, famoso per formare politici, dirigenti aziendali e giuristi. Gli è stato chiesto di aprire un corso di composizione musicale nel dipartimento di Policy Management. Lo stesso anno ha creato la “Orchestre d'autre part”, composta da 14 suonatori di marumba e taiko. Dopo che gli sono stati presentati due precedenti studenti della docente Keiko Abe, ha registrato il nuovo album per marimba, “Origine”. Prima dell'uscita dell'album è stato invitato dall'NHK a suonare nel programma della durata di 30 minuti intitolato “Studio Park: François Du Bois Special”, visto da 10 milioni di telespettatori.
Nel 2013, Francois du Bois compose il suo primo album doppio, registrato nell ottobre dello stesso anno al tempio buddista di Meguro insieme ai monaci del tempio. Dalla loro collaborazione nacque un nuovo suono per stimolare la meditazione. La musica fu inspirata dal concetto cinese del “Liu Zi Jue” e “Medita Music”. Nel settembre del 2014, la casa discografica Columbia Records pubblicò l’album doppio corrispondente “Dive into silence”.
Nel giugno del 2017,  “Dive into Silence - Eclaircie” si aggiudicò il record mondiale per copie vendute da un CD di marimba, certificato dal libro dei record asiatico.
Il suo secondo album musicale Medita “Gunung Kawi” venne pubblicato in esclusiva per gli acquirenti del suo libro “The Science of Composition” pubblicato a settembre del 2019 dal Kadansha Bluebacks. Questo libro è diventato un best seller.
Ha composto la musica per il film "La Traversée", che ha ricevuto il Premio Oumarou Ganda al festival FESPACO 2021.
Nel 2022, ha pubblicato il suo nuovo libro nelle Kodansha Bluebacks Editions (collezione scientifica) "La scienza degli strumenti musicali" (edizioni multiple). Lo stesso anno esce l'album "La légende de la forêt", un quartetto di composizioni originali per la meditazione. Fonte di ispirazione: le foreste abitate dai Tengu. Dopo le edizioni più vendute di "The Science of Composition" e "The Science of Musical Instruments", un'edizione combinata è stata pubblicata il 24 giugno 2022.

## Premi e Onorificenze
- Primo premio nel concorso della città di Parigi, per decisione unanime della giuria
- Laureato della Fondazione di Francia
- La Legione Violetta: medaglia d'oro della musica conferita al Palazzo del Senato nel 1993

## I manuali di Marimba
François Du Bois è autore di manuale di marimba completo, composto da 3 volumi, “The 4 Sticks Marimba”, distribuito da IMD, con un'introduzione di Keiko Abe, disponibile in lingua francese, inglese e giapponese.

## Discografia
- TBTM: 2 pianoforti/2 percussioni
- Tra due mondi: Con Ray Lema, Richard Galliano, François Leleux etc.
- Per il grande organo della madeleine a Parigi
- Con il musicista di shakuhachi Hozan Yamamoto
- Performance live con l'Orchestre d'autre part
- Origine: Trio di 2 marimba e 1 Taiko
- Partecipazione agli album “Lueur bleue” di Daniel Goyone, insieme a Trilok Gurtu, Louis Sclavis, etc.
- Dive into silence: Nippon Columbia, CD doppio 2014.
- Dive into silence-Premium (Éclaircie): Makino Shuppan/D-Project, CD singolo 2015.
- Gunung Kawi：D-Project/Kōdansha 2019. Album esclusivo venduto con il libro "The Science of Composition" (non in vendita)

## Film
- Ruolo di pianista in Lost in Translation - L'amore tradotto (vincitore del premio Oscar per la migliore sceneggiatura), realizzato da Sofia Coppola
- "La Traversée" diretto da Irène Tassembédo per cui Du Bois ha composto la colonna sonora

## Metodo Du Bois
Du Bois ha creato un metodo di gestione della carriera, il “Metodo Du Bois”, attingendo dalle sue esperienze nell'educazione, nella musica e nelle arti marziali. Questo metodo è stato usato per la prima volta nel corso “Personal Career Management” che ha tenuto alla Università Keio, in cui molti ospiti, tra i quali Carlos Ghosn, sono venuti a condividere le loro esperienze. Nel 2003 Du Bois ha iniziato un seminario chiamato “Personal Career Design - Dubois Method” all'Academyhills, questa volta allargando il target a chiunque. Dal 2005 la sua compagnia D-project gestisce i seminari sul “Metodo Du Bois”. Il MDB si concentra su come migliorare la creatività e l'energia degli imprenditori e degli impiegati, raggiungendo un equilibrio tra la condizione fisica e mentale, l'intelligenza e l'emotività. I seminari si basano su 4 passi: giochi, esercizio fisico (con radici nelle arti marziali cinesi e nella medicina tradizionale cinese), discussione (sotto controllo psicologico) e musica (perlopiù africana). I libri di Du Bois offrono esempi di applicazioni pratiche del suo metodo alla quotidianità.

## Arti Marziali
Du Bois è anche conosciuto come praticante di Kung-Fu. Dopo essersi allenato nelle montagne Wudang (2008-2009), nel 2009 ha ricevuto il titolo di “primo successore internazionale delle arti marziali interne di Wudang”. Egli insegna Kung-Fu a Tokyo, e la sua squadra ha vinto una medaglia d'oro, una d'argento e due di bronzo ai campionati mondiali di Wushu 2010.

## Giornalismo
- Yomiuri Shimbun -2003-2004 Editorialista, responsabile per la cultura asiatica «Yomiuri Weekly»
- Asahi Shimbun -2005-2006 Editorialista, specializzata nella pianificazione della carriera «AERA Eng. »
- Japan Times -2007 Editorialista, specializzata nella pianificazione della carriera «Japan Times J.»
- Nikkei Shimbun -2008-2009 Articolista "Ecolomy"
- Asahi Shimbun-2010-cont. Editorialista "Job Labo"

## Libri
- "Puoi avere una vita molto migliore!", pubblicato da Mikasashobo, Giappone.
- "Come trovare il miglior partner", pubblicato da Graph-sha, Giappone.
- "Il libro per riformare se stessi", pubblicato da Editori WAVE, Giappone. L'arte straordinaria di gestione manageriale da parte di dirigenti stranieri, mai rivelati ai giapponesi. Prefazione del fisico e ricercatore cerebrale Kenichiro Mogi, con la raccomandazione ufficiale del Presidente del Gruppo Globis, direttore dei diplomati della Harvard Business School.
- "L'arte straordinaria di gestione da parte di top manager stranieri mai rivelato ai giapponesi", pubblicato da Kodansha Biz, Giappone, con Carlos Ghosn come ospite principale.
- "Come DuBois pensa", pubblicato da Diamond-sha, Giappone.
- "L'1% si orienta sempre al loro percorso nel modo giusto", pubblicato da Seishunshuppan, Giappone
- "Il metodo DuBois: come scoprire il proprio talento nascosto per cambiare il tuo futuro", pubblicato da Magazine House, Giappone.
- "Valori degni o non degni di preoccuparsi per avere una vita abbondante", pubblicato da Diamond-sha, Giappone.
- "Muoversi fisicamente, allora troverete le risposte alle vostre domande", pubblicato da Seishunshuppan, Giappone.
- "Il tesoro della vita, che mi ha insegnato Taichi", pubblicato da Kodansha, Giappone.
- "Un maestro francese v'insegna quarantanove punti chiave per esprimere la vostra sensibilità", pubblicato da GyeMyeongSa, Corea del Sud.
- "Come pensare – come vivere: l'esperto per la progettazione della carriera professionale Francois Du Bois a colloquio con top-class esperti internazionali CEO", pubblicato da New World Press, Cina.
- "La scienza della composizione: Teorie et regole per produrre della musica meravigliosa, pubblicato da Kodansha in giapponese (editione multiple), ISBN 4065172829